# Samuel de Missy
Samuel de Missy (Samuel, Pierre, Joseph, David de Missy ou Demissy, 30 octobre 1755 - 20 octobre 1820) est un négociant, armateur et homme politique français, originaire de la ville de La Rochelle.

## Biographie
Samuel de Missy est le fils de Samuel Pierre de Missy, syndic de la Chambre de commerce de La Rochelle, et de Marie Anne Fraigneau. Marié à Esther Liège, fille de Pierre François Liège, maître de la monnaie royale à La Rochelle, et d'Anne Esther Auboyneau, il est le beau-père du général André Lafont de Cavagnac et de Jacques Edouard Conquéré de Montbrison.
On relève dans une lettre qu'il adressa aux Directeurs de la Chambre de Commerce de La Rochelle ( AD/17 41 ETP 0220 6718 f° 220, page 42) fin 1789 qu'il tira ponctuellement profit de la vente de tissus (« guinées ») aux navires  en partance pour les colonies antillaises, en particulier Saint-Domingue où des armateurs rochelais possédaient des plantations.
La fortune qu'il rapporta en Métropole provint de la capture en 1779, lors de la guerre d’Indépendance américaine, d'un navire de la Compagnie britannique des Indes orientales, The Merchant of Bombay, dans l’océan indien. Il en partagea le butin avec Paul Pierre La Bauve d'Arifat, autorisé à faire la guerre de course.
Au sujet de sa participation au commerce triangulaire ou à la traite négrière, cette assertion est contestée par Jean Hesbert. Selon ce dernier, le commerce de  De Missy, une fois revenu en France après avoir passé près de 10 ans à l'Isle de France (île Maurice), fut jusqu'en 1790 exclusivement réalisé entre Lorient et Port-Louis (Isle de France), et ne portant que sur des marchandises qui pouvaient s'écouler lors des ventes publiques à Lorient. Son activité d'armement ne pouvait s’inscrire que dans le cadre du privilège concédé en 1785 et aboli en 1790 à la Nouvelle Compagnie des Indes (dite de Calonne).
Samuel de Missy contesta même la légitimité de l'asservissement des Africains dans les colonies françaises, et rejoignit la Société des amis des Noirs. Ses prises de positions abolitionnistes lui causèrent de nombreux soucis à La Rochelle : ville qui prospérait en grande partie grâce au commerce triangulaire. Il a finalement dû renoncer à ses idées, de craintes de représailles et de l'impact négatif sur l'économie rochelaise en cas d'abolition de l'esclavage.
Il devient député de l'Isle de France (actuelle île Maurice) à l'Assemblée nationale constituante en février 1791, avec Pierre Antoine Monneron, en remplacement des deux députés morts noyés dans le naufrage du bateau qui les conduisait en France. Il y siège jusqu'à la fin de cette assemblée en 1791. Président du bureau des correspondances, il est ensuite maire de La Rochelle (1795-1798) puis de nouveau député de la Charente-Inférieure de 1803 à 1815.

## Hommages
Le Collège Samuel-de-Missy et la rue de Missy, à La Rochelle, portent son nom.

## Sources
- « Samuel de Missy », dans Adolphe Robert et Gaston Cougny, Dictionnaire des parlementaires français, Edgar Bourloton, 1889-1891 [détail de l’édition]
- Émile Garnault, Livre d'or de la Chambre de commerce de la Rochelle contenant la biographie des directeurs et présidents de cette Chambre de 1719 à 1891, E. Martin, 1902
- Jean Hesbert, Samuel de Missy ( 1755- 1820) : armateur rochelais sur l'océan indien, auto-édition, 2025, 436 p. (ISBN 2322558753)